# Art Monthly
Art Monthly è una rivista di arte contemporanea fondata nel 1976. Situata a Londra, la rivista si occupa di arte contemporanea internazionale con particolare attenzione alla scena britannica. Esce dieci volte l'anno ed è la rivista di arte contemporanea con l'attività più lunga del Regno Unito.

## Contenuto
La rivista prevede la ricerca tra arte e moralità, con un'attenzione incentrata soprattutto sui problemi mondiali e non solo britannici. L'arte si crea con i viaggi e la rivista propone una serie di interpretazioni delle cosiddette installazioni artistiche, composte da video di breve durata  con significati rilevanti e visibili su pannelli videoproiettati. Art monthly si preoccupà di povertà, lavoro e rivoluzione sociale nei Paesi che nel mondo cercano di ribellarsi alla tirannia che li rende schiavi. Altro argomento molto ricercato è il rapporto sociale, il disagio e il senso di libertà che gli artisti espongono con le loro opere. L'arte esplicata dal giornale mensile ricerca l'identità di questi artisti che si mettono in scena con le loro opere; una donna traccia con le mani dei segni sulla tela con il colore appena steso, "Traces", impegnando se stessa nella ricerca di una distinzione tra la sua traccia e quella di qualsiasi altra persona.  Non solo installazioni quindi, ma anche quadri, statue antiche messe di fronte alla realtà del giorno d'oggi, "BigBoxStatueAction 2003-11" ovvero "The statue that is put in front of a box music", mette assolutamente l'osservatore di fronte a due concetti totalmente opposti ma che possono attrarsi a vicenda se viste con l'occhio dell'artista. La rivista riporta inoltre il calendario di tutte le mostre fiere artistiche che sono state fissate nel mese stesso, incentrate sulla scena britannica e più specificamente, di Londra.
La rivista è così strutturata: In primis sono presentate le fiere conclusesi e sono riportati risultati ed osservazioni; di seguito dei capitoli sono intitolati con le parole chiave della ricerche artistiche di spicco, con la presentazione delle opere migliori. L'editoriale espone poi le varie mostre che avverranno nel corso del mese, i musei aperti  e le novità, Arte Nazionale e i tagli economici avvenuti nel corso del 2013-2014.
Composta di circa 40 pagine, riesce ad inglobare in sé tutta la caparbietà artistica della realtà britannica, europea e mondiale.